# Семенкова Валерія Анатоліївна
Вале́рія Анато́ліївна Семенко́ва (нар. 13 травня 1996, Умань) — українська спортсменка, метальниця молота.

## Короткий життєпис
Тренуватися почала в десятирічному віці, у секції для метання молота.
Тренер — Анатолій Михайлович Тихомиров.
15 липня 2013 року на змаганнях юнацького чемпіонату світу з легкої атлетики у другій спробі встановила особистий рекорд — 67,55. У четвертій спробі відправила молот за позначку 68,62 м, здобувши бронзову медаль.